# Asparaginska kiselina
Asparaginska kiselina, ili aspartična kiselina, (skraćenice: Asp ili D; Asx ili B predstavlja bilo asparaginsku kiselinu ili asparagin) je α-amino kiselina sa hemijskom formulom . Karboksilatni anjon asparaginske kiseline je poznat kao aspartat. L-izomer aspartata je jedna od 20 proteinskih amino kiselina, i.e. strukturnih blokova proteina. Njegovi kodoni su GAU i GAC. 
Asparaginska kiselina, zajedno sa glutaminskom kiselinom, je klasifikovana kao kisela amino kiselina sa pKa vrednošću od 4.0. Aspartat je sveprisutan u biosintezi. Kao kod svih amino kiselina, lokacija protona kiseline zavisi od pH vrednosti rastvora i kristalizacionih uslova.

## Otkriće
Asparaginska kiselinu je otkrio 1827 Plisson. On je sintetizovana putem ključanja asparagina (otkrivenog 1806) sa bazom.

## Forme i nomenklatura
Termin "asparaginska kiselina" se odnosi na bilo koji od enantiomera smeše. Od dve stereo forme, samo jedna, L-asparaginska kiselina, je direktno inkorporisana u proteine. Biološke uloge drugog enantiomera, D-asparaginske kiseline su znatno ograničenije. Dok enzimatska sinteza proizvodi bilo jedan ili drugi izomer, većina hemijskih sinteza proizvodi oba oblika, DL-asparaginsku kiselinu.

## Uloga u biosintezi amino kiselina
Aspartat je non-esencijalan kod sisara, budući da se proizvodi iz oksaloacetata transaminacijom. U biljkama i mikroorganizmima aspartat je prekurzor nekoliko aminokiselina, uključujući četiri koje su esencijalne: metionin, treonin, izoleucin, i lizin. Konverzacija aspartata u te druge amino kiseline počinje redukcijom aspartata do njegovog "semi-aldehida," . Asparagin se dobija is aspartata putem transaminacije:
(gde su  i GC(O)OH glutamin i glutaminska kiselina).

## Druge biohemijske uloge
Aspartat je isto metabolit u ciklusu ureje i učestvuje u glukoneogenezi. On izvodi redukciju ekvivalenata malate-aspartat premeštanja, koji koristi neposrednu inter-konverziju aspartata i oksaloacetata, koji je oksidovani (de-hidrogenizovani) derivat maleinske kiseline. Aspartat donira jedan atom azota u biosintezi inozitola, prekusora purinskih baza. 

### Neurotransmiter
Aspartat (konjugovana baza asparaginske kiseline) stimuliše NMDA receptore, made ne sa istom jačinom kao amino kiselinski neurotransmiter glutamat. Ona služi kao eksitacioni neurotransmiter u mozgu, i ona je ekscitotoksin.

### Dijetarni izvori
Asparaginska kiselina nije esencijalna amino kiselina, što znači da ona može biti sintetizovana iz metabolita centralnog metaboličkog puta kod ljudi. Asparaginska kiselina se nalazi u:
- Životinjski izvori: meso,
- Biljni izvori: žitarice, avokado, asparagus, mlada šećerna trska, i melasa iz šećerne repe.[1]
- Dijetarni suplementi, bilo kao sama asparaginska kiselina ili so (kao što je magnezijum aspartat)
- Zaslađivač aspartam (NutraSweet, Equal, Canderel, itd).

### Hemijska sinteza
Racemska asparaginska kiselina može biti sintetizovana iz dietil natrijum ftalimido-malonata,.

## Literatura
- R.H.A. Plimmer (1912) [1908].  R.H.A. Plimmer & F.G. Hopkins, ур. The chemical composition of the proteins. Monographs on biochemistry. Part I. Analysis (2nd изд.). London: Longmans, Green and Co. стр. 112. Приступљено 18. 1. 2010.
- „862. Aspartic acid”. The Merck Index (11th изд.). 1989. стр. 132. ISBN 978-0-911910-28-5.

## Spoljašnje veze
Mediji vezani za članak Asparaginska kiselina na Vikimedijinoj ostavi